# Manfria
Manfria è una frazione di 1 000 abitanti di Gela, comune italiano del libero consorzio comunale di Caltanissetta in Sicilia. Istituita il 24 gennaio del 2006, è distante 11,95 km dalla città e prende il nome dalla omonima torre costiera.
L'economia si basa prevalentemente sulla pastorizia, sull'agricoltura e sull'agriturismo, nonché sul turismo balneare nel periodo estivo. Vi si pratica durante tutto l'anno la pesca sportiva e in estate il surf e la vela.

## Geografia fisica
Si tratta di una località balneare e residenziale situata sul golfo di Gela, a circa 12 km dal capoluogo comunale (37°06′08″N 14°07′34″E).
Il territorio è prevalentemente pianeggiante.

## Torre di Manfria

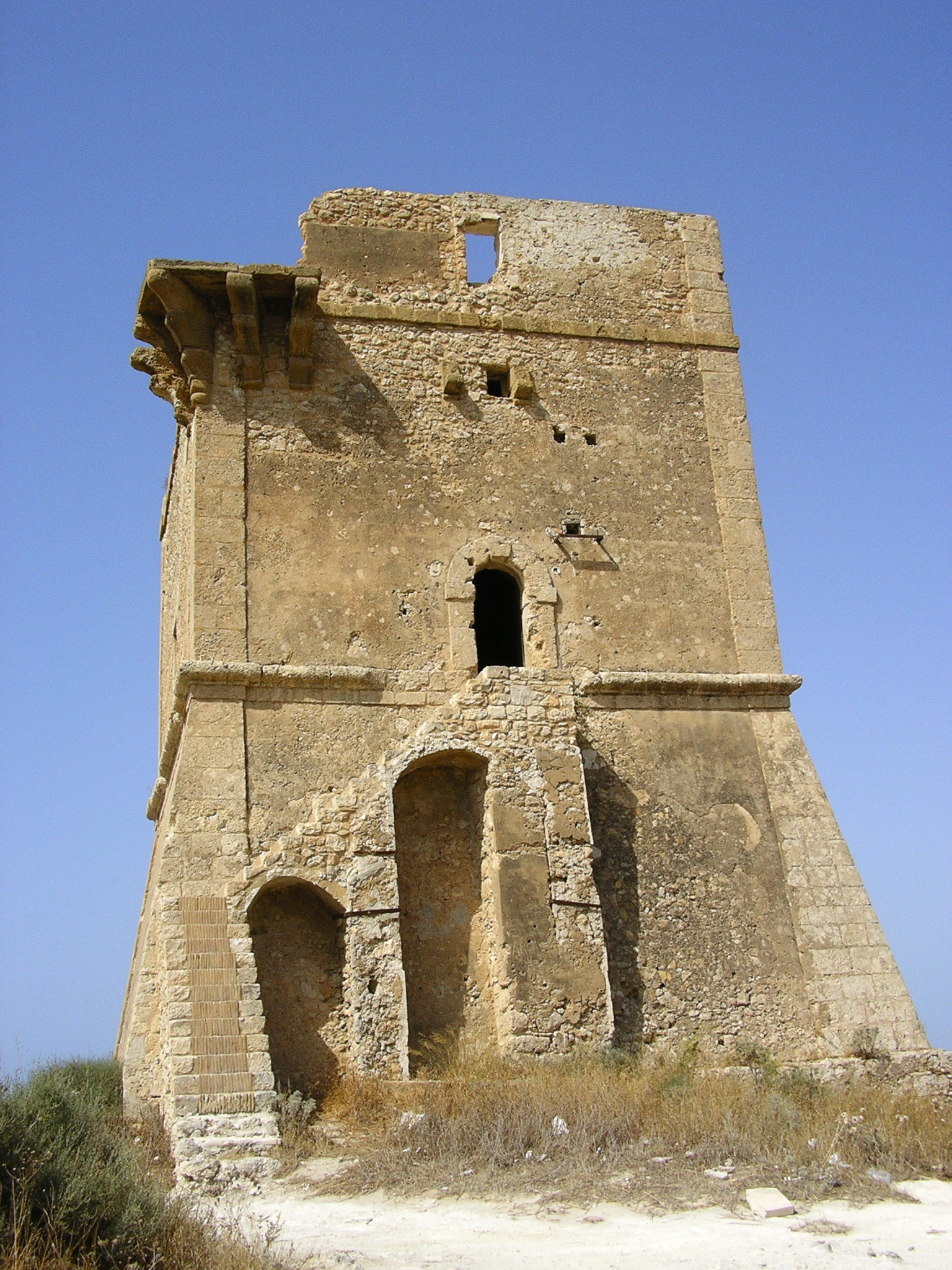
Torre di Manfria, opera di C.Camilliani (XVI sec.)

Il governo spagnolo per proteggere i paesi costieri della Sicilia dai continui assalti sia da parte dei nemici che dai corsari africani, pensò di ergere una serie di torri a scopo difensivo, disposte sul litorale in modo tale da costituire un sistema di vigilanza di tipo strategico- militare. L’alto livello di comunicazione e di connessione permise di segnalare eventuali pericoli e di diffondere la notizia di incursioni incombenti su tutta l’isola.
La Torre di Manfria faceva parte del sistema di avviso delle Torri costiere della Sicilia, costruite su indicazione dell'architetto fiorentino Camillo Camilliani.
Si erge su una collina sovrastante la frazione e risulta visibile da tutto il golfo di Gela.
Attualmente è di proprietà privata e si presenta in discreto stato di conservazione, eccettuato per la terrazza che presenta alcuni tratti del cornicione ormai diruti. Si segnala che è una delle torri camillianee tra le più grandi, è infatti alta circa 15 metri con una base di circa 12,50 metri.
Era detta anche torre di Sferracavallo, ma Francesco Maria Emanuele Gaetani marchese di Villabianca,  nei suoi Diari palermitani  riporta che era chiamata anche Torre d'Ossuna. 
La sua costruzione venne iniziata nel 1549, durante il viceregno di Giovanni De Vega. 
La data,  non completamente certa,  si desume in quanto Tiburzio Spannocchi nella sua rilevazione la disegna con lo stesso basamento tronco conico della Torre Mulinazzo di Cinisi, che con certezza era già stata costruita nel 1552 sotto il viceré Giovanni De Vega.
Nel 1578 è citata per essere sita in Contrada Sferracavallo,  e non completata, tanto che si suggeriva che:  et sarà bisogno fornirla alzandola circa duj canne di più….
Nel 1578 quindi la costruzione venne ripresa e completata su disegno dell'architetto fiorentino Camillo Camilliani, che la cita ben due volte in occasione dei suoi studi preparatori, per i quali preparò un acquarello che mostra la torre di foggia circolare con basamento che presentava una scarpata e parapetto con merli.
Riporta che era assai adatta alla difesa essendo in corrispondenza a nord con il Castello di Butera, e ad est con il Castello di Gela, mentre ad ovest lo era con il Castello di Falconara.
Nel primo quarto del XVII secolo la torre fu quasi del tutto ricostruita fino ad assumere l'aspetto attuale, e probabilmente, desume il Villabianca,  per impulso del viceré Pedro Giron, duca di Ossuna.
Dagli archivi della Deputazione del Regno di Sicilia, risulta che a partire dal XVIII secolo, negli anni 1717, 1757, 1797, la guarnigione della torre fosse composta da quattro soldati ed un sovrintendente scelto tra i cavalieri della città di Terranova (Gela).
Nel 1804 dalla stessa fonte è posta sotto la sovrintendenza di Don Mariano Carpinteri e Gravina, di Terranova,  che nel 1805 fece costruire la scala esterna di accesso, a due rampe, ancor oggi esistente. Nel 1867 è ricompresa nelle opere militari da dismettersi.

## La leggenda della Torre di Manfria
Alla torre è legata la leggenda del gigante Manfrino, buono e sfortunato, a guardia di un tesoro nascosto, nata dal ritrovamento di monete greche e romane nella zona e di una formazione rocciosa,  interpretata come la sua orma lasciata nella roccia, ancora visibile tra la vegetazione.
Secondo la leggenda, Manfrino viveva assieme alla sorella conosciuta come "La bella Castellana." 
Un giorno mentre era in galoppo al suo cavallo vide in lontananza una bellissima donna dalla folta chioma bionda. Infatuato da quest’ultima cercò di raggiungerla, ma nel momento in cui si avvicinò la figura sparì. Di quella corsa forsennata rimase solo l’impronta di uno zoccolo del suo cavallo. Ritornò più volte in quei campi con la speranza di rivederla, ma così non è stato. 
Sua sorella, la Castellana, decise di organizzare una festa invitando tutti i signori della zona sperando così di trovare la misteriosa ragazza. 
Durante la festa la tanto bramata giovane si presentò e catturò tutte le attenzioni del gigante buono. Di questa situazione ne approfittarono i nobili, i quali desiderosi della torre con la sua tenuta, si allearono ad escogitare un complotto.
Quando la ragazza uscì dalla Torre per una passeggiata vicino alla riva del mare, Manfrino la seguì ma ella smise di camminare e si immerse nelle acque del mare aperto fino ad esserne completamente sommersa. 
Nonostante le grida di aiuto di quest’ultima, Manfrino contro le sue volontà rimase paralizzato in spiaggia e impedito nei movimenti non riuscì a salvarla. 
Nel frattempo, alcuni principi colsero l’occasione della sua assenza per uccidere gli invitati della festa e la Castellana. Infine, si recarono sulla spiaggia dove avvistarono Manfrino, rimasto ancora immobile, ponendo fine alla sua vita.
Si pensa che tale avversità fu in realtà predetta da una anziana signora e resa nota a Manfrino, la quale lo avvisò che nel giorno più bello della sua vita egli sarebbe morto assieme alla sorella e che il tesoro che teneva nascosto sarebbe svanito, insieme a lui, nel nulla.